# Яганское (сельское поселение)
Яганское — упразднённое муниципальное образование со статусом сельского поселения в Малопургинском районе Удмуртии Российской Федерации.
Административный центр — посёлок Яган.
25 июня 2021 года упразднено в связи с преобразованием муниципального района в муниципальный округ.

## История
Статус и границы сельского поселения установлены Законом Удмуртской Республики от 14 июля 2005 года № 47-РЗ «Об установлении границ муниципальных образований и наделении соответствующим статусом муниципальных образований на территории Малопургинского района Удмуртской Республики».

## Население
| 2010  | 2012  | 2013  | 2014  | 2015  | 2016  | 2017  |
| ----- | ----- | ----- | ----- | ----- | ----- | ----- |
| 1416  | ↗1459 | ↗1470 | ↗1529 | →1529 | ↗1544 | ↘1536 |
| 2018  | 2019  | 2020  |       |       |       |       |
| ↗1541 | ↗1557 | ↗1576 |       |       |       |       |

## Состав сельского поселения
| № | Населённый пункт | Тип населённого пункта          | Население |
| - | ---------------- | ------------------------------- | --------- |
| 1 | Дома 1096 км     | населённый пункт                | →16       |
| 2 | Успьян           | деревня                         | ↗25       |
| 3 | Яган             | посёлок, административный центр | ↗1418     |